# Yucca schidigera
Mojave yucca (Yucca schidigera), cunoscută și ca Pumnalul spaniol, este o specie de Yucca din familia Agavaceae. Este originară din Deșertul Mojave și Deșertul Sonoran din sud estul Californiei, Baja California, sudul Nevadei și vestul Arizonei.

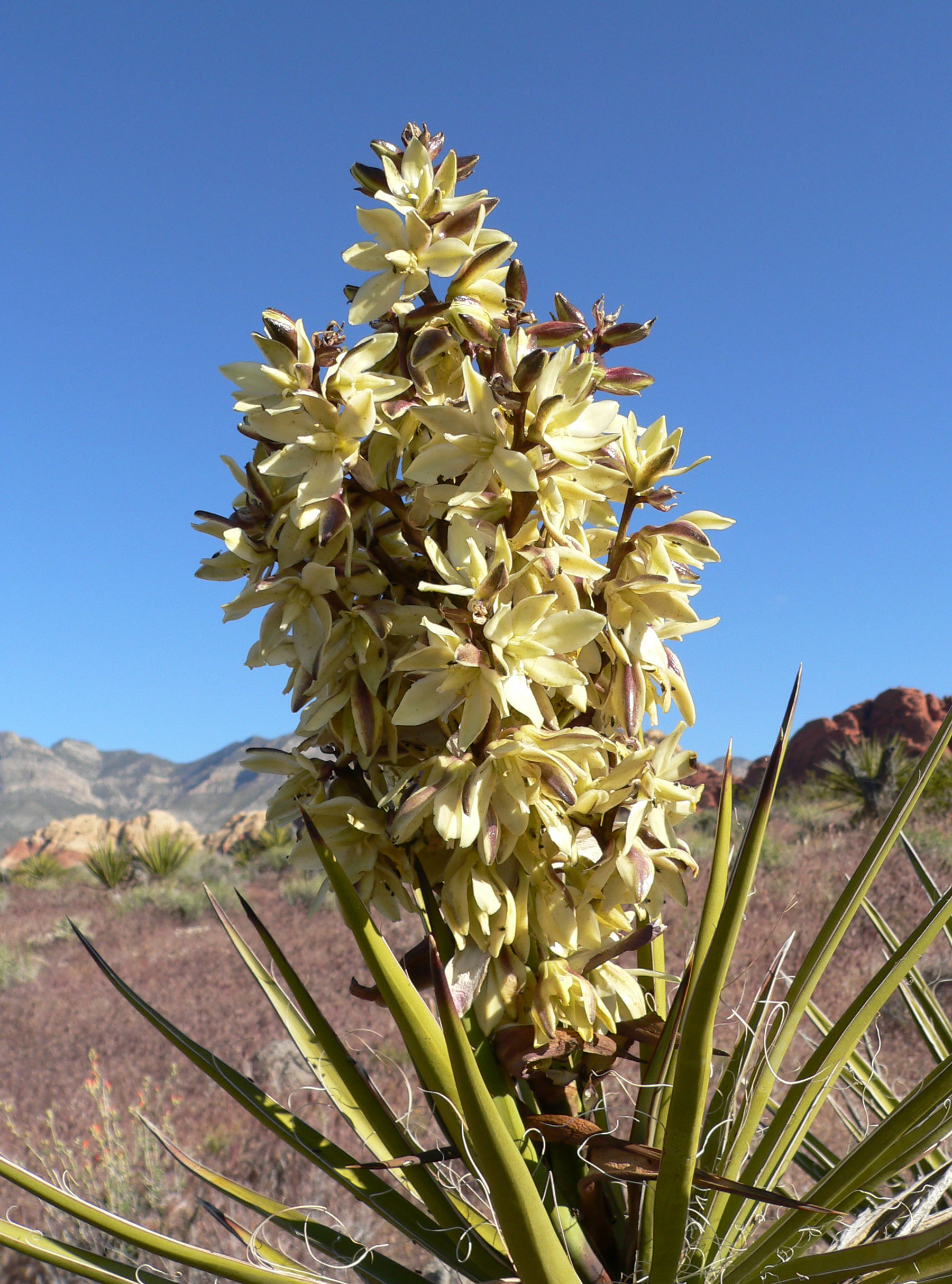
Floare Yucca schidigera

## Utilizare
Yucca schidigera este folosită în medicina tradițională pentru ameliorarea efectelor artritelor.